# Fei-Fei Li

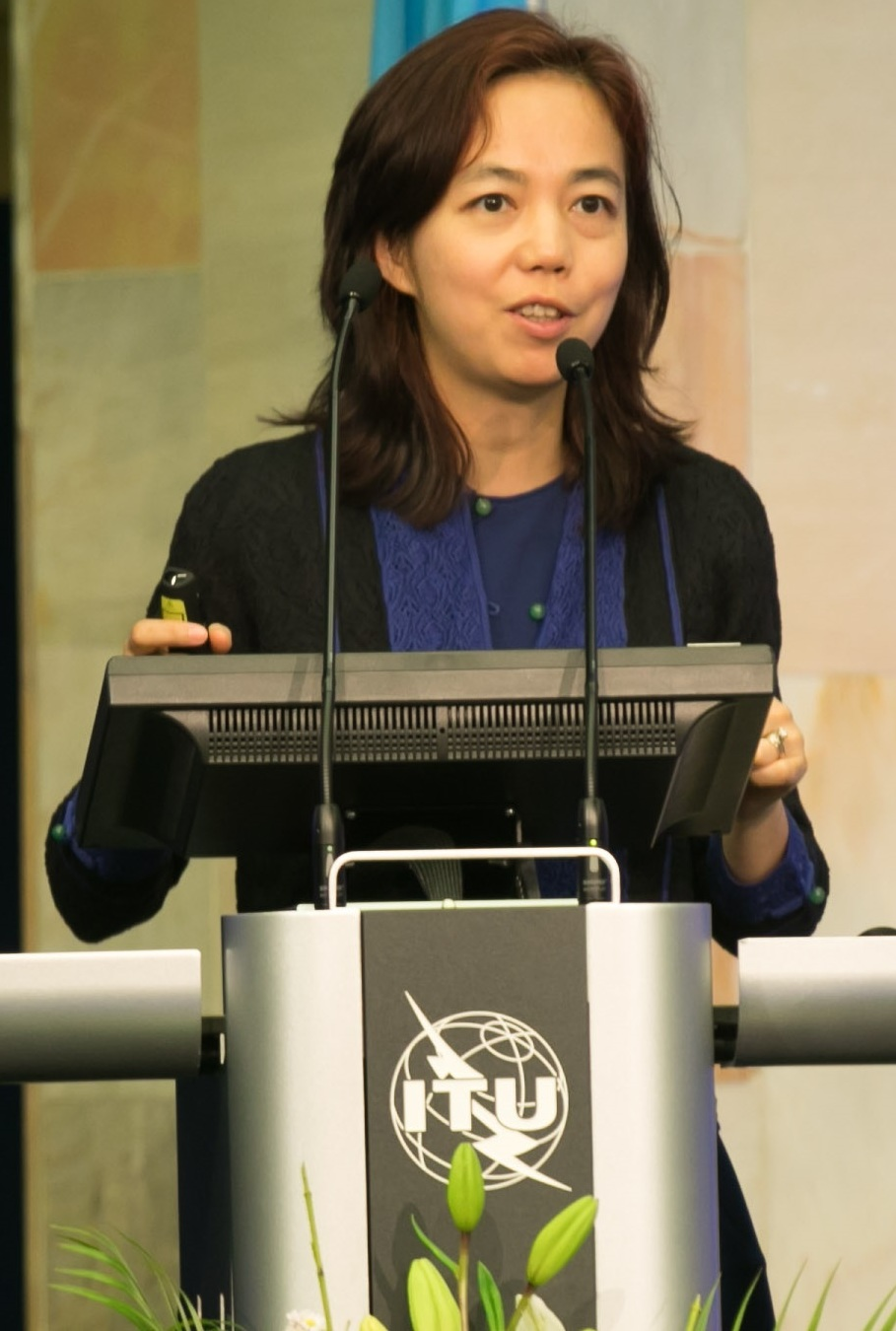
Fei-Fei Li auf dem Gipfeltreffen AI for Good 2017

Fei-Fei Li (chinesisch 李飛飛; * 1976 in Peking, China) ist eine US-amerikanische Informatikerin und Hochschullehrerin. Sie ist die erste Sequoia-Professorin am Institut für Informatik der Stanford University und Co-Direktorin des Human-Centered AI Institute in Stanford.

## Leben und Werk
Li wuchs in Chengdu auf und zog 1992 mit ihrer Mutter zu ihrem bereits 1988 in die USA gezogenen Vater nach Parsippany-Troy Hills Township (New Jersey). 1995 schloss sie die Parsippany High School ab, wo sie 2017 in die Hall of Fame aufgenommen wurde. Sie studierte Physik, Informatik und Ingenieurwesen an der Princeton University, wo sie 1999 mit Auszeichnung einen Bachelor of Arts in Physik erhielt. Während ihrer Jahre in Princeton kehrte sie an den meisten Wochenenden nach Hause zurück, damit sie in der chemischen Reinigung ihrer Eltern arbeiten konnte. Anschließend studierte sie am California Institute of Technology, wo sie 2001 den Master in Electrical Engineering erwarb und 2005 in Elektrotechnik bei Pietro Perona promovierte mit der Dissertation: Visual Recognition: Computational Models and Human Psychophysics. Von 2005 bis 2009 war sie Assistenzprofessorin am Institut für Elektrotechnik und Informationstechnik der University of Illinois at Urbana-Champaign und am Institut für Informatik der Princeton University. 2009 wurde sie Assistenzprofessorin an der Stanford University, 2012 wurde sie zur Associate Professorin und 2017 zur ordentlichen Professorin befördert. Von 2013 bis 2018 war sie dort Direktorin des Stanford Artificial Intelligence Lab (SAIL). Sie wurde zusammen mit dem Philosophen John Etchemendy Gründungs-Co-Direktorin des Human-Centered AI Institute. Während eines Sabbatjahres an der Stanford University von Januar 2017 bis Herbst 2018 war sie Chief Scientist für künstliche Intelligenz und maschinelles Lernen für Google Cloud und Vice President bei Google Cloud. Am 27. April 2021 wurde sie in den Aufsichtsrat der Bayer AG gewählt. Ende August 2022 legte sie dieses Amt aus gesundheitlichen Gründen nieder.

## Forschung
Li ist auch bekannt für ihre gemeinnützige Arbeit als Mitbegründerin und Vorsitzende der gemeinnützigen Organisation AI4ALL, deren Mission es ist, die nächste Generation von KI-Technologen, Denkern und Führungskräften auszubilden, indem sie Vielfalt und Inklusion durch menschenzentrierte KI-Prinzipien fördert. Vor der Gründung von AI4ALL im Jahr 2017 gründeten sie und ihre frühere Studentin Olga Russakovsky 2015 das SAILORS (Stanford AI Lab OutReach Summers)- Programm. SAILORS war ein jährliches Sommercamp in Stanford, das für High-School-Mädchen der 9. Klasse für KI-Bildung und -Forschung ausgerichtet war und 2017 dessen Namen 2017 in AI4ALL @Stanford geändert wurde. 2018 gab es neben AI4ALL in Stanford fünf weitere erfolgreich gestartete Sommerprogramme an der Princeton University, der Carnegie Mellon University, der Boston University, der University of California Berkeley und der Simon Fraser University in Kanada. Im Mai 2020 trat Li als unabhängiger Direktor dem Board of Directors von Twitter bei.
Li arbeitet in den Bereichen Künstliche Intelligenz, Maschinelles Lernen, Computer Vision, Kognitive Neurowissenschaften und Computational Neuroscience. Sie hat mehr als 200 wissenschaftliche Artikel in hochrangigen Fachzeitschriften und Konferenzen veröffentlicht. Ihre Arbeiten erscheinen in Fachzeitschriften für Informatik und Neurowissenschaften, darunter Nature, Proceedings of the National Academy of Sciences of the United States of America, Journal of Neuroscience, Conference on Computer Vision and Pattern Recognition, International Conference on Computer Vision, Conference on Neural Information Processing Systems, European Conference on Computer Vision, International Journal of Computer Vision und IEEE Transactions on Pattern Analysis and Machine Intelligence. Zu ihren bekanntesten Arbeiten gehört das ImageNet-Projekt, das das Gebiet der visuellen Erkennung in großem Maßstab revolutioniert hat.

## Auszeichnungen (Auswahl)
- 1999: Paul and Daisy Soros Fellowship for New Americans
- 2006: Microsoft Research New Faculty Fellowship
- 2009: National Science Foundation CAREER Awards
- 2010: Google Research Award
- 2011: Alfred P. Sloan Fellowship
- 2015: One of the Leading Global Thinkers of 2015, Foreign Policy
- 2016: J.K. Aggarwal Prize, International Association for Pattern Recognition (IAPR)
- 2016: One of the 40 “The great immigrants,” Carnegie Foundation
- 2017: WITI@UC Athena Award for Academic Leadership, University of California
- 2017: One of Seven Women in Technology honorees, Elle Magazine
- 2018: „America's Top 50 Women In Tech“ von Forbes
- 2019: IEEE PAMI-TC Longuet-Higgins Prize
- 2019: Technical Leadership Abie Award Winner, AnitaB.org
- 2020: Member, National Academy of Medicine (NAM)
- 2020: Member, National Academy of Engineering (NAE)
- 2020: Member, Council on Foreign Relations (CFR)
- 2021: Member, American Academy of Arts and Sciences
- 2024: Computer Pioneer Award
- 2025: Queen Elizabeth Prize for Engineering.[3]